# Seznam minerálů, V–Ž
Není možné zde prezentovat úplný seznam minerálů, protože Komise pro nové minerály a názvy minerálů (CNMMN) při Mezinárodní mineralogické asociaci (IMA), která nové minerály a změny v názvosloví schvaluje, každý rok přidává nové. U názvů minerálů jsou doplněny značky pro status názvu (platný – neplatný nerost)
Úplný přehled minerálů z května 2008

## Vysvětlivky
(označení u názvu minerálu):
- A – schválený (approved)
- D – zrušený (discredited)
- G – uznané nerosty popsané před založením komise (grandfathered)
- H – hypotetický (hypothetical)
- I – přechodný člen (intermediate member)
- N – neschvalovaný komisí pro nové minerály a názvy minerálů
- Q – sporný (questionable)
- Rd – redefinovaný se schválením komise (redefined)
- Rn – přejmenovaný se schválením komise (renamed)

Z důvodu rozsáhlosti je seznam rozdělen: A–B – C–F – G–J – K–M – N–R – S–U – V–Ž

## V
1. G Vaesit – NiS2
2. G Valentinit – Sb2O3
3. A Valchovit – (C15H26O)n
4. A Valleriit – 4(FeCu)S.3(MgAl)(OH)2
5. G Vanadinit – Pb5(VO4)3Cl
6. A Vanalit – NaAl8V5+10O38.30H2O
7. G Vandenbrandeit – Cu(UO2)(OH)4
8. A Vandendriesscheit – PbO.7UO3.12H2O
9. A Vanmeersscheit – U6+(UO2)3(PO4)2(OH)6.4H2O
10. G Vanoxit – V4+4V5+2O13.8H2O
11. A Vantasselit – Al4(PO4)3(OH)3.9H2O
12. A Vanthoffit – Na6Mg(SO4)4
13. A Vanuralit – Al(UO2)2(VO4)2(OH).11H2O
14. A Vanuranylit – (H3O,BaCaK)1,6(UO2)2(VO4)2.4H2O
15. A Variscit – AlPO4.2H2O
16. A Varlamoffit – (SnFe)(O,OH)2
17. A Varulit – (NaCa)Mn(MnFe2+Fe3+)2(PO4)3 či Na2Mn2+3(PO4)3
18. A Vashegyit – Al11(PO4)9(OH)6.37-38H2O
19. A Vaterit – CaCO3
20. A Vaughanit – TlHgSb4S7
21. G Vauquelinit – Pb2Cu(CrO4)(PO4)(OH)
22. A Vauxit – Fe2+Al2(PO4)2(OH)2.6H2O
23. G Väyrynenit – MnBe(PO4)(OH,F)
24. A Veatchit – Sr2B11O16(OH)5.H2O
25. A Veatchit-A – Sr2B11O16(OH)5.H2O
26. A Veenit – Pb2(SbAs)2S5
27. A Velikit – Cu2HgSnS4
28. A Vermikulit – (MgCa)0,33(MgFe3+Al3)(SiAl)4O10(OH)2.4H2O
29. A Vernadit – δ-MnO2
30. A Verplanckit – Ba2(MnFe2+Ti)Si2O6(O,OH,Cl,F)2.3H2O
31. A Versiliait – Fe2+2Fe3+4Sb3+6O16S
32. A Vertumnit – Ca4Al4Si4O6(OH)24.3H2O
33. A Vésigniéit – BaCu3(VO4)2(OH)2
34. A Vesuvian – Ca19(MnFe2+)(MgFe2+)8Al4(SiO4)10(Si2O7)4(F,OH)2(OH,F,O)8
35. G Veszelyit – (CuZn)3(PO4)(OH)3.2H2O
36. A Vigezzit – (CaCe)(NbTaTi)2O6
37. A Viitaniemiit – Na(CaMn)Al(PO4)(F,OH)3
38. A Vikingit – Ag5Pb8Bi13S30
39. A Villamaninit – (CuNiCoFe)S2
40. G Villiaumit – NaF
41. A Villyaellenit – Mn5(H2O4)(AsO4)2(AsO3OH)2
42. A Vimsit – CaB2O2(OH)4
43. A Vincentit (PdPt)3(AsSbTe)
44. A Vinciennit – Cu10Fe4Sn(AsSb)S16
45. G Vinogradovit – Na5Ti4Al(SiO4)6.3H2O
46. A Violarit – Ni2FeS4
47. A Virgilit – Li(AlSi2O6)
48. A Viséit – NaCa5Al10(SiO4)3(PO4)5(OH)14.10H2O
49. A Vismirnovit – ZnSn(OH)6
50. A Višnevit – (NaCaK)6(SiAl)12O24(SO4),CO3,Cl)2-4.nH2O
51. A Vitusit-(Ce) – Na3(CeLaNd)(PO4)2
52. G Vivianit – Fe2+3(PO4)2.8H2O
53. A Vjačeslavit – U4+(PO4)(OH).nH2O
54. A Vjuncpachkit-(Y) – Y4Al2(AlSi5)O18(OH)5
55. A Vladimirit – Ca5H2(AsO4)4.5H2O
56. A Vlasovit – Na2Zr(Si4O10)O
57. G Voglit – Ca2Cu(UO2)2(CO3)5.14H2O
58. A Volborthit – Cu3(VO4)2.3H2O
59. A Volkonskoit – (1/2CaNa)0,25-0,6(CrFe3+AlMg)2(SiAl)4O10(OH)2.nH2O
60. G Volkovit – SrCa[B14O20(OH)2]2.H2O
61. A Volkovskit – (CaSr)[B3O4(OH)2]2.H2O
62. G Voltait – K2Fe2+5Fe3+4(SO4)12.18H2O
63. A Volynskit – AgBiTe2
64. A Vonsenit – Fe2+2Fe3+(BO3)O2
65. A Vožminit – (NiCo)4(AsSb)S2
66. A Vrbait – Tl4Hg3Sb2As8S20
67. A Vuagnatit – CaAlSiO4(OH)
68. A Vulcanit – CuTe
69. A Vuonnemit – Na5TiNb3(Si2O7)3O2F2.2Na3PO4
70. A Vuorelainenit – MnV2O4
71. A Vysockit – (PdNi)S

## W
1. A Wadeit – K2Zr(Si3O9
2. A Wadsleyit – β-(Mg1,5Fe0,5(Si3O9)
3. A Wagnerit – (MgFe2+)2(PO4)F
4. A Wairakit – Ca(Al2Si4O12).2H2O
5. A Wairauit – CoFe
6. A Wakabajašilit – (AsSb)11S18
7. A Wakefieldit-(Ce) – (Ce3+Pb)(VO4)
8. A Wakefieldit-(Y) – Y(VO4)
9. A Walentait – H4(CaMnFe)4Fe3+12(AsO4)10(PO4)6.~28H2O
10. A Wallisit – PbTl(CuAg)As2S5
11. A Wallkilldellit – Ca4Mn2+6As5+4O16(OH)8.18H2O
12. A Walpurgin – Bi4(UO2)(AsO4)2O4.2H2O
13. A Walstromit – BaCa2Si3O9
14. A Wardit – NaAl3(PO4)2(OH)4.2H2O
15. A Wardsmithit – Ca5Mg[B4O5(OH)4]6.18H2O
16. A Warikahnit – Zn3(AsO4)2.2H2O
17. G Warwickit – (MgFe3+)3Ti(BO3)2O2
18. A Watkinsonit – Cu2PbBi4(Se,S)8
19. G Wattevillit – Na2Ca(SO4)2.4H2O
20. A Wavellit – Al3(PO4)2(OH,F)3.5H2O
21. A Waylandit – (BiCa)Al3(PO4,SiO4)2(OH)6
22. A Weberit – Na2MgAlF7
23. A Weddellit – Ca(C2O4).2H2O
24. A Weeksit – K2(UO2)2(Si6O15).4H2O
25. A Wegscheiderit – Na5H3(CO3)4
26. A Weibullit – Pb6Bi8(Se,S)18
27. A Weilerit – BaAl3(AsO4)(SO4)(OH)6
28. A Weilit – CaH(AsO4)
29. A Weishanit – (AuAg)3Hg2
30. A Weissbergit – TlSbS2
31. A Weissit – Cu5Te3
32. A Welinit – Mn3(WMg)2Si(O,OH)4
33. A Wellsit – (BaCa)(Al2Si6O16).6H2O
34. A Weloganit – Na2Sr3Zr(CO3)6.3H2O
35. A Welshit – Ca2SbMg4Fe3+(Si4Be2O18)O2
36. A Wendwilsonit – Ca2Mg(AsO4)2.2H2O
37. A Wenkit – (BaK)4,5(CaNa)4,5Al9Si12O42(SO4)2(OH)4
38. A Wermlandit – Ca2Mg14(AlFe)4(CO3)(OH)42.14H2O
39. A Westerveldit – (FeNiCo)As
40. A Wheatleyit – Na2Cu(C2O4)2.2H2O
41. A Wherryit – Pb4Cu(CO3)(SO4)2(Cl,OH)2O
42. A Whewellit – CaC2O4.H2O
43. A Whiteit-(Ca) – Ca(Fe2+Mn)Mg2Al2(PO4)4(OH)2.8H2O
44. A Whiteit-(Mn) – (Mn2+Ca)(Fe2+Mn)Mg2Al2(PO4)4(OH)2.8H2O
45. G Whitlockit – Ca9(MgFe2+)H(PO4)7
46. A Whitmoreit – Fe2+Fe3+2(PO4)2(OH)2.4H2O
47. A Wickenburgit – Pb3CaAl2Si10O24(OH)6
48. A Wickmanit – (MnCa)Sn(OH)6
49. A Wicksit – NaCa2(Fe2+Mn2+)4MgFe3+(PO4)6.H2O
50. A Widenmannit – Pb2(UO2)(CO3)3
51. A Wightmanit – Mg9(BO3)2(OH)6.2H2O
52. A Wilcoxit – MgAl(SO4)2F.18H2O
53. A Wilhelmvierlingit – CaMn2+Fe3+(PO4)2(OH).2H2O
54. A Wilkmanit – Ni3Se4
55. A Willemit – Zn2SiO4
56. A Willemseit – (NiMg)3Si4O10(OH)2
57. A Willhendersonit – KCa(Al3Si3O12).5H2O
58. A Willyamit – (CoNi)SbS
59. A Winchit – NaCa(MgFe)4(AlFe3+)Si8O22(OH)2
60. A Winstanleyit – TiTe4+3O8
61. A Wiserit – [(MnMg)14(B2O5)4(OH)8][Si1-xMgx][O1-x(OH)x]4Cl2x
62. G Witherit – BaCO3
63. G Wittichenit – Cu3BiS3
64. A Wittit – Pb0,35Bi0,44(S,Se)
65. A Wodginit – (TaNbSnMnFe)2O4
66. A Wöhlerit – NaCa2(ZrNb)Si2O7)(O,OH,F)2
67. G Wolfeit – (Fe2+Mn2+)2(PO4)(OH)
68. G Wolframit – (FeMn)(WO4)
69. A Wollastonit-1M – CaSiO3
70. A Wollastonit-2M – CaSiO3
71. A Wollastonit-7T – CaSiO3
72. A Wölsendorfit – (PbCa)O.2UO3.4H2O
73. A Wonesit – (NaK)(MgFeAl)3(SiAl)4O10(OH,F)2
74. A Woodhouseit – CaAl3(PO4)(SO4)(OH)6
75. A Woodruffit – (ZnMn2+)Mn4+3O7.1-2H2O
76. A Woodwardit – Cu4Al2(SO4)(OH)12.2-4H2O
77. A Wroewolfeit – Cu4(SO4)(OH)6.2H2O
78. G Wulfenit – Pb(MoO4)
79. A Wülfingit – Zn(OH)2
80. G Wurtzit – ZnS
81. A Wüstit – FeO
82. A Wyartit – Ca3U4+(UO2)6(CO3)2(OH)18.4H2O
83. A Wyllieit – (NaCaMn2+)(Mn2+Fe2+)(Fe2+Fe3+Mg)Al(PO4)3

## X
| Obrázek | Status | Název        | Původ názvu                                                       | Vzorec                               | Soustava      | Strunz   |
| ------- | ------ | ------------ | ----------------------------------------------------------------- | ------------------------------------ | ------------- | -------- |
|         | Rd     | Xantiozit    | z řec. xanthos=žlutý + thion=síra                                 | Ni3(AsO4)2                           | monoklinická  | 8.AB.25  |
|         | G      | Xantokon     | z řec. xanthos=žlutý (vryp) + konis=prášek, prach                 | Ag3AsS3                              | monoklinická  | 2.GA.10  |
|         | D      | Xantofylit   |                                                                   | CaMg2Si4O10(OH)2                     | monoklinická  | 9.EC.35  |
|         | Rd     | Xantoxenit   | z řec. xanthos=žlutý + podoba s kak-oxenit-em                     | Ca4(Fe3+)2(PO4)4(OH)2.3H2O           | triklinická   | 8.DH.40  |
|         | A      | Xenotim-(Y)  | z řec. xenos=cizí + time=sláva, čest                              | Y(PO4)                               | tetragonální  | 8.AD.35  |
|         | A      | Xenotim-(Yb) | z řec. xenos=cizí + time=sláva, čest                              | Yb(PO4)                              | tetragonální  | 8.AD.35  |
|         | A      | Xiangjiangit | dle lokality Xiangjiang (řeka v provincii Hunan, Čína             | (Fe3+Al)(UO2)4(PO4)2(SO4)2(OH).22H2O | tetragonální  | 8.EB.05  |
|         | A      | Xieit        | dle mineraloga Xiande Xie (Čína)                                  | FeCr2O4                              | rombická      | 4.BB.25  |
|         | A      | Xifengit     | dle lokality Xifeng(kou) – část velké zdi v Číně                  | Fe5Si3                               | hexagonální   | 1BB.40   |
|         | A      | Xilingolit   | dle lokality Xilingola, distrikt Chaobuleng, Čína                 | Pb3+xBi2-2/3xS6                      | monoklinická  | 2.JB.40a |
|         | A      | Ximengit     | podle lokality – okres Ximeng, provincie Hunan, Čína              | BiPO4                                | trigonální    | 8.AD.45  |
|         | N      | Xingsaoit    | podle okresu Xinshao, provincie Hunan, Čína                       | (Zn,CO)2SiO4                         | trigonální    | 9.AA.05  |
|         | Q      | Xingzhongit  | nespecifikovaná lokalita v Číně                                   | (PbCu)(IrPtRh)2S4                    | izometrický   | 2.DA.05  |
|         | Rd     | Xitieshanit  | dle lokality – důl Xitieshan (ložisko Pb-Zn), Qinghai, Čína       | Fe3+(SO4)Cl.6H2O                     | monoklinická  | 7.DC.20  |
|         | A      | Xocolatlit   | xocolatl=Nahuatský název pro hořkou vodu (čokoládově hnědá barva) | Ca2(Mn4+)2(Te6+)2O12.H2O             | monoklinická  | 7.DF.85  |
|         | A      | Xocomecatlit | xocomecatl=Nahuatský název pro zrno (minerál tvoří zelená zrna)   | Cu3(Te6+O4)(OH)4                     | orthorombická | 7.BB.50  |
|         | G      | Xonotlit     | dle lokality Tetela de Xonotla, Puebla, Mexiko                    | Ca6Si6O17(OH)2                       | monoklinická  | 9.DG.35  |

## Y
1. A Yagiit – (NaK)3Mg4(AlMg)6(AlSi5O15)4
2. A Yarrowit – Cu9S8
3. G Yavapaiit – KFe3+(SO4)2
4. A Yeatmanit – (MnZn)16Sb2(SiO4)4O13
5. A Yecorait – Fe3Bi5(Te4+O3)(Te6+O4)2O9.nH2O
6. A Yedlinit – Pb6CrCl2(O,OH)8
7. A Yftisit-(Y) – (YDyEr)4(TiSn)O(SiO4)2(F,OH)6
8. A Yimengit – K(CrTiFeMg)12O19
9. A Yoderit – (AlMg)2[SiO4(O,OH)]
10. A Yofortierit – (MnMg)5Si8O20(OH)2(OH2)4.4-5H2O
11. A Yttrialit-(Y) – (YTh)2(Si2O7)
12. G Yttrobetafit-(Y) – (YUCe)2(TiNbTa)2O6OH
13. G Yttrokrasit-(Y) – (YThCaU)(TiFe3+)2(O,OH)6
14. A Yttropyrochlor-(Y) – (YNaCaU)1-2(NbTaTi)2(O,OH)7
15. A Yttrotantalit-(Y) – (YUFe2+)(TaNb)O4
16. A Yttrotungstit-(Y) – YW2O6(OH)3
17. A Yukonit – Ca3Fe3+7(AsO4)6(OH)9.18H2O?

## Z
1. A Zaherit – Al12(SO4)5(OH)26.20H2O
2. A Zacharovit – Na4Mn2+5Si10O24(OH)6.6H2O
3. A Zairit – Bi(FeAl)3(PO4)2(OH)6
4. A Zapatalit – Cu3Al4(PO4)3(OH)9.4H2O
5. G Zaratit – Ni3(CO3)(OH)4.4H2O
6. A Zavarickit – BiOF
7. A Zektzerit – NaLiZr(Si6O15)
8. A Zellerit – Ca(UO2)(CO3)2.5H2O
9. A Zemannit – (ZnFe)2(Te4+O3)3.NaxH2-x.nH2O
10. A Zeofylit – Ca13Si10O28(OH)3F7.6H2O
11. A Zeunerit – Cu(UO2)2(AsO4)2.12H2O
12. A Zhonghuacerit-(Ce) – Ba2Ce(CO3)3F
13. A Ziesit – β-Cu2V2O7
14. A Zimbabweit – Na(PbNaK)2As4(TaNbTi)4O18
15. G Zinalsit – Zn2Al(SiAl)2O5(OH)4
16. A Zinckenit – PbSb2S4
17. G Zinek – Zn
18. G Zinekaluminit – Zn6Al6(SO4)2(OH)26.5H2O
19. G Zinekrosasit – (ZnCu)2CO3(OH)2
20. A Zineksilit – Zn3Si4O10(OH)2.4H2O
21. G Zinkit – ZnO
22. A Zinkobotryogen – (ZnMgMn)Fe3+(SO4)2(OH).7H2O
23. A Zinkocopiapit – ZnFe3+4(SO4)6(OH)2.18H2O
24. A Zinkochromit – ZnCr2O4
25. A Zinkorozelit – Ca2Zn(AsO4)2.2H2O
26. R Zippeit – K3(UO2)4(SO4)2O3.3H2O
27. A Zirkelit – (CaThCeNdY)2Zr2Ti3(FeTi)O14
28. G Zirklerit – (Fe2+Mg)9Al4Cl18(OH)12.14H2O
29. A Zirkofylit – (KNaCa)3(MnFe2+)7(ZrNb)2Si8O27(OH,F)4
30. A Zirkon – ZrSiO4
31. A Zirkonolit – (CaNaCeTh)Zr2(TiNbTa)3(FeTi)O14
32. A Zirkosulfát – Zr(SO4)2.4H2O
33. A Zirsinalit – Na6(CaMnFe)Zr(Si6O18)
34. G Zlato – Au
35. A Znucalit – Zn12Ca(UO2)(CO3)3(OH)22.4H2O
36. A Zodacit – Ca4MnFe3+4(PO4)6(OH)4.12H2O
37. A Zoisit – Ca2Al3(SiO4)(Si2O7)O(OH)
38. A Zorit – Na2Ti(SiAl)3O9.nH2O
39. A Zoubekit – Pb4AgSb4S10
40. A Zunyit – Al12(AlO4)(Si5O16)(OH,F)18Cl
41. A Zussmanit – KAlMn3-5Fe2+10-8Si17O42(OH)14
42. A Zvjagincevit – Pd3Pb
43. G Zwieselit – (Fe2+Mn)2(PO4)F
44. A Zýkait – Fe3+4(AsO4)3(SO4)(OH).15H2O

## Ž
1. A Žarčichit – AlF(OH)2
2. A Železo – α-Fe
3. A Žemčužnikovit – NaMg(Al,Fe3+)[C2O4]3.8H2O